# المجموعة الأوروبية للفحم والصلب
كانت الجماعة الأوروبيَّة للفحم والصلب (بالإنجليزية: The European Coal and Steel Community) والمعروفة اختصارًا بـ ECSC هي منظَّمة مؤلَّفة من ستة دول أوروبيَّة تأسست بعد الحرب العالميَّة الثانيَّة بهدف تنظيم الإنتاج الصناعي لأعضائها تحت مظلة سلطة مركزيَّة. تأسست الجماعة رسميًا عام 1951 بموجب معاهدة باريس التي وقَّعت عليها كل من بلجيكا، وفرنسا، وإيطاليا، ولوكسمبورغ، وهولندا، وألمانيا الغربيَّة. كانت الجماعة الأوروبيَّة للفحم والصلب أول منظَّمة دوليَّة تقوم على مبدأ الوحدة فوق الوطنيَّة. كما يرجع لها فضل بدأ عملية الاندماج الرسمي التي أفضت في نهاية المطاف إلى تأسيس الاتحاد الأوروبي.
اقترح وزير الخارجية الفرنسي روبير شومان فكرة المنظَّمة في 9 مايو عام 1950، كطريقة لدرء خطر نشوب مزيد من الحروب بين فرنسا وألمانيا. أعلن شومان أنَّ هدفه لم يكن جعل فكرة وقوع حرب غير قابلة للتصور وحسب، بل حتى جعلها ماديًا مستحيلة من خلال تحقيق الاندماج الإقليمي في المنطقة. هذا الاندماج الذي كانت الجماعة الأوروبيَّة للفحم والصلب أولى خطواته. هدفت المعاهدة إلى خلق سوق مشتركة للفحم والصلب بين الدول الأعضاء مما عمل على تحييد تنافس الدول الأوروبيَّة على الموارد الطبيعيَّة، ولا سيما في منطقة حوض الرور.
تولَّت أربع مؤسسات خاصَّة الإشراف على المُنظَّمة وهي الهيئة العليا التي تألَّفت من مسؤولين يُعيَّنون بصورة مستقلة، والجمعية المُشتركة التي تألَّفت من أعضاء برلمانات في الدول الأعضاء، ومجلس خاص تألَّف من وزراء في الدول الأعضاء، ومحكمة عدل.
مثَّلت الجماعة الأوروبيَّة للفحم والصلب نموذجًا للجماعات التي تأسست فيما بعد بموجب ما نصَّت عليه معاهدة روما عام 1957، وهي الجماعة الاقتصاديَّة الأوروبيَّة والجماعة الأوروبيَّة للطاقة الذريَّة التي كانت قد تشاركت معها عضويتها وقسمًا من مؤسساتها. أفضت معاهدة الاندماج (معاهدة بروكسل) لعام 1967 إلى إدماج جميع مؤسسات المنظَّمة ضمن الجماعة الاقتصاديَّة الأوروبيَّة مع احتفاظها باستقلاليتها القانونيَّة. وفي عام 2002، انتهت مدة سريان معاهدة باريس ولم تعد الجماعة موجودة بأي شكلٍ من الأشكال حيث تسلَّمت منظَّمة الجماعة الأوروبيَّة أنشطتها بالكامل بموجب الإطار المتَّفق عليه في معاهدتي أمستردام ونيس.

## التاريخ
لعب روبير شومان بصفته رئيسًا للوزراء ووزيرًا للخارجية، دورًا فعَّالًا في إعادة توجيه السياسة الفرنسيَّة بعيدًا عن السياسة الديغوليَّة القاضية بالاحتلال الدائم لأراضي ألمانيَّة أو السيطرة على أجزاءٍ منها مثل الرور أو السار. صوتَّت الجمعية الوطنيَّة الفرنسيَّة على مجموعة من القوانين الهادفة لإدماج ألمانيا ضمن الجماعة على الرغم من معارضة القوميَّين المتشدِّدين والديغوليين والشيوعيين. ونتيجة لذلك فقد شهدت الهيئة الدولية للرور تغيرًا ملحوظًا.

### إعلان شومان
وقع إعلان شومان بتاريخ 9 مايو عام 1950 (أعلنته الجماعات الأوروبيَّة «يوم أوروبا») بعد عقد اجتماعين لمجلس رئاسة الوزراء بعدما أضحى المقترح سياسة رسميَّة للحكومة الفرنسيَّة. كانت فرنسا بذلك أول حكومة توافق على التنازل عن سيادتها ضمن جماعة وحدويَّة فوق وطنيَّة. استند هذا القرار على نصٍ كتبه وحرَّره صديق شومان وزميله الأستاذ والمحامي في وزارة الخارجيَّة بول رويتر بمساعدة كل من عالم الاقتصاد جان مونيه، ومدير مكتب شومان الوزاري برنار كلابيه. وضع الإعلان خطة لتأسيس مجموعة أوروبيَّة لتجميع الفحم والصلب الذي تنتجه أعضائها ضمن سوقٍ مشتركة.
اقترح شومان وضع كامل الإنتاج الفرنسي الألماني من الفحم والصلب تحت سلطة هيئة عليا مشتركة ضمن إطار عمل تنظيمي يُفتح باب المشاركة ضمنه أمام دول أوروبا الأخرى. كان الهدف من هذا الإجراء المساعدة في النمو الاقتصادي، وتوطيد السلام بين فرنسا وألمانيا اللتين كانتا عدوين تاريخيتين. لم يُعتبر تجميع هذه الموارد الهامَّة بين هاتين العدوّتين التقليديتين كمجرد أمر رمزي وحسب، وذلك لكون الفحم والصلب من الموارد الحيويَّة اللازمة من أجل شن ودخول أي دولة في حروب. عدَّ شومان قرار الحكومة الفرنسيَّة بشأن اقتراحه أول مثال في تاريخ العالم على جماعة ديمقراطيَّة اتحاديَّة فوق وطنيَّة. في حين اعتبرها بعضهم الآخر مثل مونيه خطوة في الاتجاه الصحيح نحو تحقيق اتحادٍ أوروبيّ فيدراليّ حيث شطب الأخير عبارة «اتحاديَّة فوق وطنيَّة» التي ذكرها رويتر من مسودة المعاهدة، واستبدلها بكلمة «اتحاد».
هدف إعلان شومان الذي أفضى إلى تأسيس الجماعة الأوروبيَّة للفحم والصلب إلى عدة أهداف مستقبليَّة محدَّدة كما يلي:
- سيمثِّل ولادة أوروبا الموحَّدة.
- سيجعل من قيام حرب بين الدول الأعضاء أمرًا مستحيلًا.
- سيشجع على إحلال السلام العالميّ.
- سيغيَّر وجه أوروبا «خطوة بخطوة» (بناءها من خلال الجماعات القطاعيَّة الاتحاديَّة فوق الوطنيَّة) مما سيؤدي إلى توحيد أوروبا ديمقراطيًا عبر توحيد الكتلتين السياسيتين الغربيَّة والشرقيَّة التي يفصل الستار الحديدي فيما بينها.
- سيؤدي إلى إنشاء أول مؤسسة اتحاديَّة فوق وطنيَّة في العالم.
- سيؤدي إلى إنشاء أول وكالة دوليَّة لمكافحة الكارتلات في العالم.
- سيخلق سوقًا مُشتركة عبر دول الجماعة.
- سيعيد تنشيط الاقتصاد الأوروبيّ بأكمله بدءًا من قطاع الفحم والصلب من خلال انتهاج عمليات جماعيَّة مماثلة.
- سيعمل على تحسين الاقتصاد العالمي واقتصاد البلدان الناميَّة مثل تلك الموجودة في أفريقيا.[21]

كان المقصود من الجماعة في بادئ الأمر منع نشوب مزيد من الحروب بين فرنسا وألمانيا ودول أخرى عن طريق معالجة السبب الجذري الذي يدفع بالدول للدخول في حروب. وضِعت فكرة الجماعة الأوروبيَّة للفحم والصلب للقضاء على الضغينة التاريخية بين فرنسا وألمانيا: «يتطلب اتحاد دول أوروبا القضاء على الخصومة القديمة بين فرنسا وألمانيا. يجب على أي إجراء متخذ أن يأخذ أولًا هذين البلدين في عين الاعتبار.» اعتقد شومان أنَّ من شأن توحيد قطاعيّ الفحم والصلب عبر فرنسا وألمانيا تحت مظلة نظام اتحاديّ مُبتكر فوق وطنيّ من شأنه جعل فكرة نشوب حرب ليست غير واردة وحسب بل حتى جعلها ماديًا مستحيلة التطبيق. كانت فكرة الجمع بين قِطاعيّ الفحم والصلب بين الدولتين تنبع من أهميتهما الأساسيَّة في إنتاج الذخائر الحربيَّة. هذا وقد شمِلت الجماعة استحداث وكالةٍ أوروبيَّة لمكافحة الكارتلات. كما وضعَ شومان هدفًا آخر نُصب عينيه وهو تمكين أوروبا من متابعة تحقيق ما اعتبره الوزير الفرنسي إحدى مهامها الرئيسيَّة ألا وهو النهوض بالقارة الأفريقية. اتجهت الكارتلات الصناعيَّة نحو فرض «ممارسات تقييديَّة» على الأسواق الوطنيَّة، في حين تضمن الجماعة الأوروبيَّة للفحم والصلب زيادة الإنتاج اللازم لتحقيق طموحاتهم في الساعية إلى تحديث وتطوير أفريقيا.

### الضغوط السياسية
بقي شومان على تواصل وثيق مع الجيل الجديد من الساسة الديمقراطيين في ألمانيا الغربيَّة. كان رئيس وزراء ولاية شمال الراين-وستفاليا الألمانيَّة كارل أرنولد من المتحدثين بشؤون السياسة الخارجيَّة الألمانيَّة في بادئ الأمر. هذا وتقع منطقة حوض الرور المُنتجة للفحم والصلب ضمن ولاية شمال الراين-وستفاليا. ألقى أرنولد عددًا من الخطابات والظهورات الإعلاميَّة تحدَّث فيها عن جماعة اتحاديَّة فوق وطنيَّة للفحم والصلب في نفس الوقت الذي بدأ فيه روبير شومان باقتراح تشكيل هكذا منظَّمة في كل من عام 1948 وعام 1949. قرَّر الحزب الديمقراطي الاجتماعي الألماني (بالألمانية: Sozialdemokratische Partei Deutschlands) مُعارضة خطة شومان، وهذا بالرغمِ من الدعم الذي أبدته النقابات والأحزاب الاشتراكيَّة الأخرى في أوروبا للفكرة. أدَّعى كورت شوماخر أنَّ التركيز على الاندماج مع ما سمَّاه «دول أوروبا الصغيرة الستة» سيخل بالهدف الأساسي للحزب الديمقراطي الاجتماعي المُتمثِّل في إعادة توحيد ألمانيا، وبالتالي سيعمل على تقوية الحركات القومية المتطرفة والشيوعيَّة في البلدان الديمقراطيَّة. كذلك كان عدم وثوق شوماخر بفرنسا على الصعيد الشخصيّ، والرأسماليَّة، وكونارد أديناور من بين العوامل التي قادت إلى معارضة الحزب لفكرة الجماعة. كما اعتقد شوماخر أيضًا أنَّ الجماعة الأوروبيَّة للفحم والصلب ستقضي على أي آمال في تأميم صناعة الصلب والأقفال في أوروبا من «الكارتلات ورجال الدين والمحافظين». أمَّا أعضاء الحزب الأصغر سنًا من أمثال كارلو شميت فقد كانوا يفضِّلون تأسيس الجماعة مستشهدين بالدعم الاشتراكي طويل الأمد لفكرة الوحدة فوق الوطنيَّة.
في حين حظي شومان في فرنسا بتأييد كبير من طرف السياسيين والمثقفين من جميع شرائح الأمَّة، فضلًا عن تأييد العديد من الأحزاب غير الشيوعيَّة. كان من أبرز الداعمين للفكره زميله في مجلس الوزراء أندريه فيليب، ورئيس لجنة العلاقات الخارجيَّة إدوار بونوفو، ورئيس الوزراء السابق بول رينو. وضعت لجان فرعيَّة متخصصة تابعة لمجلس أوروبا مشاريع هدفت لتشكيل هيئة مشرفة على الفحم والصلب وجماعات اتحاديَّة فوق وطنيَّة أخرى في الفترة التي سبقت تبنّي الحكومة الفرنسيَّة للفكرة كسياسة رسميَّة. كان شارل ديغول (الذي لم يكن حينها متسلمًا زمام السلطة) من أول الداعمين المؤيدين لخلق روابط بين اقتصادات الدول بشروط توافق عليها فرنسا، وتحدَّث في عام 1945 حول «كونفدرالية أوروبيَّة» تعمل على استغلال موارد الرور. إلَّا أنَّه عارض الجماعة الأوروبيَّة للفحم والصلب باعتبارها جمعًا مزيفًا بسبب ما اعتبره «النهج المجزَّأ» غير المرضي تجاه الوحدة الأوروبيَّة، ونظرته للحكومة الفرنسيَّة التي عدَّها «ضعيفةً للغاية» حتى تهيمن على المنظَّمة بالصورة الأنسب في نظره. كما شعر ديغول بأنَّ الجماعة لم تتمتُّع بالسلطة فوق الوطنيَّة الكافيَّة بسبب عدم نيل الجمعية للتصديق من خلال استفتاء أوروبي، وعدم قبولها رأي ريمون آرون بأن الجماعة الأوروبيَّة للفحم والصلب كانت تهدف إلى الابتعاد عن الهيمنة الأمريكيَّة. وهكذا صوَّت ديغول وأتباعه في حزب تجمع الشعب الفرنسي في الجمعية الوطنيَّة ضد التصديق على المعاهدة.
حظيت الجماعة بتأييد شعبي كبير أفضى إلى تأسيسها. وهذا رُغم الانتقادات الديغوليَّة، وما واجهته من انتقادات لاذعة من أقصى اليسار. نالت فكرة الجماعة أغلبية برلمانيَّة قويَّة في جميع المجالس الأحد عشر لبرلمانات الدول الستة الداخلة بها. كما لاقت موافقة ودعم الجمعيات والرأي العام الأوروبي. جزم الكثيرون في عام 1950 بأنَّ وقوع حرب جديدة كان أمرًا لا مفر منه. أبدت شركات الصلب والفحم معارضتها الواضحة للجماعة. عمل مجلس أوروبا الذي نشأ نتيجة مقترح قدَّمته حكومة شومان الأولى في مايو 1948، على المساعدة في التعبير عن الرأي العام الأوروبي وتقديم الدعم الإيجابي لفكرة الجماعة.
عارض رئيس الوزراء البريطاني كليمنت أتلي انضمام بلاده إلى الجماعة الأوروبية للفحم والصلب قائلاً بأنَّه «لن يقبل تسليم الاقتصاد [اقتصاد المملكة المتحدة] إلى هيئة غير ديمقراطيَّة بتاتًا وغير مسؤولة أمام أحد».

### المعاهدات

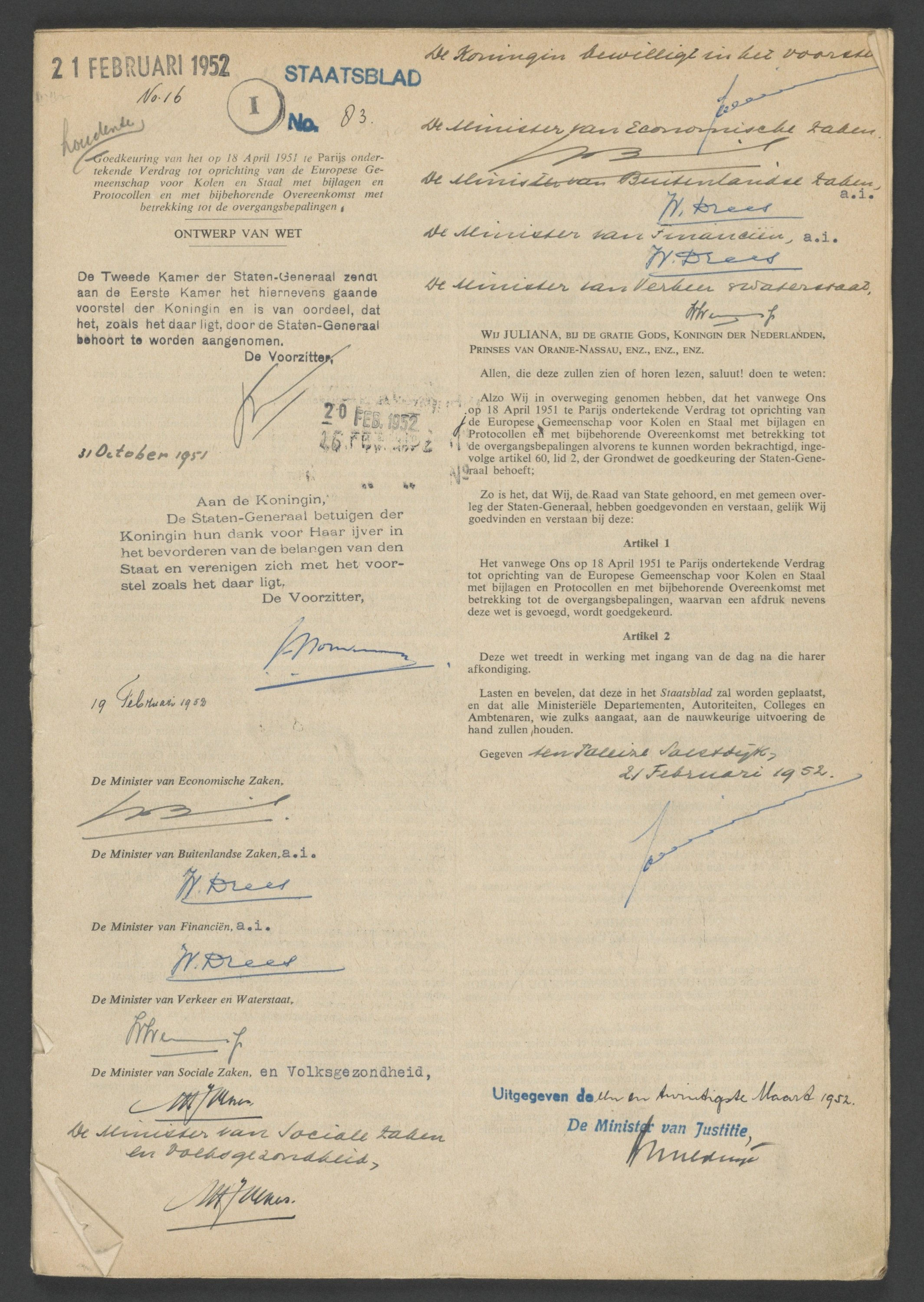
نسخة من القانون الهولنديّ الذي وافق على المعاهدة التأسّيسيَّة للجماعة الأوروبيَّة للفحم والصلب

في 18 أبريل 1951، وقَّعت ما يُدعى بـ«الدول الستة الداخلة» (فرنسا، وألمانيا الغربيَّة، وإيطاليا، وبلجيكا، وهولندا، ولوكسمبورغ) على معاهدة باريس المؤلَّفة من مئة مادة والتي أفضت إلى تأسيس الجماعة الأوروبيَّة للفحم والصلب. كانت الجماعة الأوروبيَّة للفحم والصلب أول منظَّمة دوليَّة تقوم على مبدأ الوحدة فوق الوطنيَّة. وكانت تهدف من خلال إنشاءها لسوق مشتركة للفحم والصلب إلى توسيع الاقتصادات، وزيادة فرص العمل، ورفع مستوى المعيشة داخل دول الجماعة. كذلك سعى السوق المشترك إلى الترشيد التدريجي لتوزيع الإنتاج عالي المستوى مع ضمان الاستقرار الاقتصادي وفرص العمل. اُفتتحت السوق المشتركة الخاصة بالفحم بتاريخ 10 فبراير عام 1953، وتبعها افتتاح سوق الصلب المشتركة بتاريخ 1 مايو عام 1953. حلَّت الجماعة تدريجيًا مع دخولها حيز التنفيذ محل الهيئة الدوليَّة للرور.
في 11 أغسطس عام 1952، أصبحت الولايات المتَّحدة أول دولة تعترف بالجماعة (عدا دولها الأعضاء). جاء هذا على خلفية إعلان الولايات المتحدة عن تعاملها مع المنظَّمة في المسائل الخاصة بالفحم والصلب من الآن فصاعدًا حيث كلَّفت وفدًا خاصًا بتمثيل البلاد لدى الجماعة في بروكسل. ردَّ مونيه على هذه الخطوة الأمريكيَّة باختياره واشنطن العاصمة كموقع أول بعثة خارجيَّة ممثِّلة للجماعة. كان عنوان النشرة الأولى التي أصدرها الوفد هو «صوب تحقيق حكومة أوروبيَّة اتحاديَّة».
وقَّع أعضاء الجماعة الستة على معاهدات روما التي أفضت إلى استحداث كل من الجماعة الاقتصاديَّة الأوروبيَّة، والجماعة الأوروبيَّة للطاقة الذريَّة. وقد جاء هذا بعد مرور ستة سنوات على معاهدة باريس. استندت هاتين الجماعتين فعليًا على الجماعة الأوروبيَّة للفحم والصلب مع إجراء بعض التعديلات هنا وهناك. من الاختلافات التي تميِّز معاهدات روما عن معاهدة باريس هو سريان الأولى لأجل غير مُسمّى، على عكس الأخرى التي كان من المقرر لها الانتهاء بعد انقضاء خمسين عامًا على تاريخ توقيعها. عملت هاتين الجماعتين المُستحدثتين على إنشاء اتحاد جمركيّ وجماعة للطاقة النوويَّة على التوالي. عُجِّل بالتوقيع على معاهدات روما قبل استلام ديغول لسلطات الطوارئ وإعلان قيام الجمهورية الخامسة. شهدت مجالات عمل الجماعتين توسعًا سريع الخطى حتى غدت الجماعة الاقتصاديَّة الأوروبيَّة أهم أداة للتوحيد السياسي، ولتحجِّم من دور الجماعة الأوروبيَّة للفحم والصلب. وهذا على الرغم من الجهود التي بذلها ديغول لإصابة مفاصل الجماعتين بالشلل.

### الدمج وانتهاء سريانها
تشاركت الجماعة الأوروبيَّة للفحم والصلب، والجماعة الاقتصاديَّة الأوروبيَّة، والجماعة الأوروبيَّة للطاقة الذريَّة في ارتباطها بالجمعية المُشتركة ومحكمة العدل الأوروبيَّة في بادئ الأمر. في حين ظلت المجالس والهيئة العليا/اللجان العليا منفصلة. أفضت معاهدة الدمج إلى دمج هذه الهيئات المنفصلة من جماعة الفحم والصلب، وجماعة الطاقة الذريَّة مع الجماعة الاقتصاديَّة الأوروبيَّة تجنبًا لحدوث تكرار. غدت الجماعة الاقتصاديَّة الأوروبيَّة فيما بعد إحدى الركائز الثلاث التي يقوم عليها الاتحاد الأوروبي.
عُدِّلت معاهدة باريس على نحو متكرر ومتواصل من أجل مواكبة تطور المفوضية الأوروبيَّة والاتحاد الأوروبي وتوسعهما. بدأ نقاش في مطلع التسعينيات حيال ما يجدر القيام به بالمعاهدة، مع اقتراب تاريخ انتهاءها عام 2002. تقرر في نهاية المطاف تركها حتى ينتهي سريانها. نُقِلت المجالات المشمولة في اتفاقية الجماعة الأوروبيَّة للفحم والصلب إلى معاهدة روما. كما طُبِّق بروتوكول خاص بموجب ما تنص عليه معاهدة نيس لتسوية شؤون المنظَّمة الماليَّة المُحيِّرة، وصندوق الأبحاث التابع لها. انتهى سريان المعاهدة بتاريخ 23 يوليو عام 2002. وفي ذلك اليوم أُسدِلَ علم الجماعة الأوروبيَّة للفحم والصلب للمرة الأخيرة خارج مبنى المفوضية الأوروبيَّة في بروكسل، واستبدال بعلم الاتحاد الأوروبي.

### خط زمني بالمعاهدات
دخلت الدول الأوروبيَّة ذات السيادة منذ نهاية الحرب العالميَّة الثانيَّة في عدد من المعاهدات، وبالتالي تعاونت ونسَّقت في سياساتها (أو السيادة المُجمَّعة) في عدد متزايد من المجالات، فيما يُعرف بمشروع التكامل الأوروبي أو مشروع بناء أوروبا. يحدد الخط الزمني الآتي البداية القانونيَّة للاتحاد الأوروبي والتأطر الرئيسي لهذا التوحيد. أخذ الاتحاد الأوروبي عضويات أعضاءه والعديد من مسؤولياته الحاليَّة من الجماعات الأوروبيَّة التي تأسَّست في خمسينيات القرن العشرين على خلفية إعلان شومان.
| موقعة بالقوة وثيقة                | 1948 معاهدة بروكسل                                 | 1951 1952 اتفاقية باريس    | 1954 1955 اتفاقية بروكسل المعدلة      | 1957 1958 اتفاقية روما                | 1965 1967 معاهدة الاندماج             | 1975 N/A خلاصة المجلس الأوروبي            | 1985 اتفاقية شينجن                        | 1986 1987 القانون الأوروبي الموحد         | 1992 1993 معاهدة ماستريخت                 | 1992 1993 معاهدة ماستريخت | 1997 1999 معاهدة أمستردام | 2001 2003 معاهدة نيس  | 2007 2009 معاهدة لشبونة | 2007 2009 معاهدة لشبونة |  |
|                                   |                                                    |                            |                                       |                                       |                                       |                                           |                                           |                                           |                                           |                           |                           |                       |                         |                         |  |
| الدعائم الثلاث للاتحاد الأوروبي : |                                                    |                            |                                       |                                       |                                       |                                           |                                           |                                           |                                           |                           |                           |                       |                         |                         |  |
| المجتمعات الأوروبية:              |                                                    |                            |                                       |                                       |                                       |                                           |                                           |                                           |                                           |                           |                           |                       |                         |                         |  |
|                                   | الجماعة الأوروبية للطاقة الذرية (EURATOM)          |                            |                                       |                                       |                                       |                                           |                                           |                                           |                                           |                           |                           |                       |                         |                         |  |
|                                   |                                                    |                            | الجماعة الأوروبية للفحم والصلب (ECSC) | الجماعة الأوروبية للفحم والصلب (ECSC) | الجماعة الأوروبية للفحم والصلب (ECSC) | الجماعة الأوروبية للفحم والصلب (ECSC)     | نهاية الإتفاقية 2002                      | نهاية الإتفاقية 2002                      | نهاية الإتفاقية 2002                      |                           | الاتحاد الأوروبي (EU)     | الاتحاد الأوروبي (EU) |                         |                         |  |
|                                   |                                                    |                            | السوق الأوروبية المشتركة (EEC)        |                                       |                                       |                                           |                                           |                                           |                                           |                           | الاتحاد الأوروبي (EU)     | الاتحاد الأوروبي (EU) |                         |                         |  |
|                                   |                                                    |                            |                                       | قوانين شينجن                          |                                       |                                           | المجموعة الأوروبية (EC)                   | المجموعة الأوروبية (EC)                   |                                           |                           | الاتحاد الأوروبي (EU)     | الاتحاد الأوروبي (EU) |                         |                         |  |
|                                   |                                                    | TREVI                      | TREVI                                 | TREVI                                 | العدالة والمسائل الداخلية (JHA)       |                                           | المجموعة الأوروبية (EC)                   | المجموعة الأوروبية (EC)                   |                                           |                           | الاتحاد الأوروبي (EU)     | الاتحاد الأوروبي (EU) |                         |                         |  |
|                                   | التعاون الشرطي والقضائي في المسائل الجنائية (PJCC) | TREVI                      | TREVI                                 | TREVI                                 | العدالة والمسائل الداخلية (JHA)       |                                           |                                           |                                           |                                           |                           | الاتحاد الأوروبي (EU)     | الاتحاد الأوروبي (EU) |                         |                         |  |
|                                   |                                                    |                            |                                       |                                       | التعاون السياسي الأوروبي (EPC)        | السياسة الخارجية والأمنية المشتركة (CFSP) | السياسة الخارجية والأمنية المشتركة (CFSP) | السياسة الخارجية والأمنية المشتركة (CFSP) | السياسة الخارجية والأمنية المشتركة (CFSP) |                           | الاتحاد الأوروبي (EU)     | الاتحاد الأوروبي (EU) |                         |                         |  |
| تجمعات غير مستقرة                 | تجمعات غير مستقرة                                  | اتحاد أوروبا الغربية (WEU) | اتحاد أوروبا الغربية (WEU)            | اتحاد أوروبا الغربية (WEU)            | اتحاد أوروبا الغربية (WEU)            | اتحاد أوروبا الغربية (WEU)                | اتحاد أوروبا الغربية (WEU)                |                                           |                                           |                           |                           | الاتحاد الأوروبي (EU) |                         |                         |  |
| تجمعات غير مستقرة                 | تجمعات غير مستقرة                                  | اتحاد أوروبا الغربية (WEU) | اتحاد أوروبا الغربية (WEU)            | اتحاد أوروبا الغربية (WEU)            | اتحاد أوروبا الغربية (WEU)            | اتحاد أوروبا الغربية (WEU)                | اتحاد أوروبا الغربية (WEU)                | توقيف الإتفاقية 2011                      |                                           |                           |                           |                       |                         |                         |  |
|                                   |                                                    |                            |                                       |                                       |                                       |                                           |                                           |                                           |                                           |                           |                           | ع ن ت                 |                         |                         |  |

## المؤسسات الخاصة
كان للجماعة الأوروبيَّة للفحم والصلب عدة مؤسسات تابعة لها وهي الهيئة العليا، والجمعية المشتركة، ومجلس الوزراء الخاص، ومحكمة العدل. كما شُكِّلت لجنة استشاريَّة إلى جانب الهيئة العليا كمؤسسة خامسة تعمل على تمثيل المجتمع المدنيّ. كان تأسيس هذه اللجنة أول تمثيل دولي للمستهلكين في التاريخ. دُمِجت مؤسسات جماعة الفحم والصلب مع تلك التابعة للجماعة الأوروبيَّة في عام 1967. كانت جماعة الفحم والصلب حينها تتبع للجماعة الأوروبيَّة باستثناء اللجنة الاستشاريَّة التي بقيت تتمتع باستقلاليتها حتى انتهاء سريان معاهدة باريس عام 2002.
نصَّت المعاهدة على تَحدُّدِ موقع مؤسسات الجماعة بالتوافق المشترك بين أعضاءها، ومع ذلك فقد كانت هذه النقطة محل خلاف محتدم. وقع الاختيار على مدينة لوكسمبورغ كموقع للمؤسسات بصورة مؤقتة كحل وسط، في حين كان مقر الجمعية في ستراسبورغ.

### الهيئة العليا

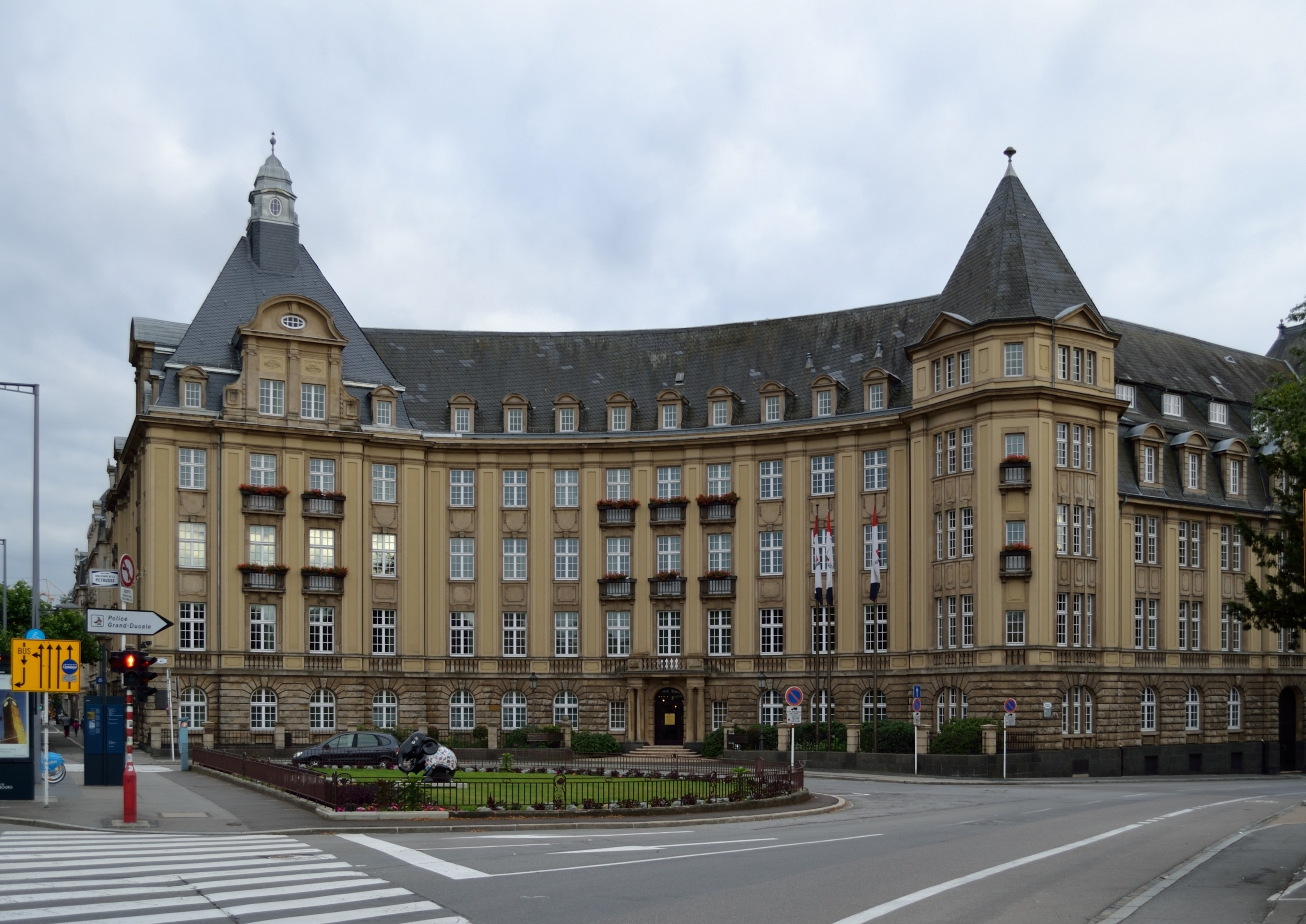
المقرات السابقة للهيئة العليا في مدينة لوكسمبورغ

كانت الهيئة العليا (وهي سلف المفوضية الأوروبيَّة) عبارة عن هيئة تنفيذيَّة تتكون من تسعة أعضاء. كان يقع على عاتق الهيئة مسؤولية الإشراف على الجماعة الأوروبيَّة للفحم والصلب. تألَّفت الهيئة من تسعة أعضاء تبلغ مدة ولاياتهم ستة سنوات. أشرفت حكومات الدول الستة الأعضاء على تعيين ثمانية من هؤلاء الأعضاء. ويختار هؤلاء الأعضاء الثمانية بدورهم شخصًا تاسعًا يتولى رئاسة الهيئة العليا.
عُيِّنَ الأعضاء الثمانية عبر الاتفاق والتنسيق المشترك بين حكومات الدول الأعضاء، ولكن انبغى على الأعضاء التعهد بعدم تمثيل مصالح بلدانهم حيث أقسموا الدفاع عن المصالح العامة للجماعة ككل. ساعد حظر أعضاء الهيئة من ممارسة أي مهنة خارجها أو امتلاك أي مصالح تجاريَّة (سواء مدفوعة أو غير مدفوعة الأجر) خلال فترة ولايتهم ولمدة ثلاث سنوات بعد تركهم لمناصبهم في المحافظة على استقلاليتها. كما اُستبدِل ثلث أعضاء الهيئة كل عامين (المادة العاشرة)، للتأكد أكثر من التزام الحياد.
كان الابتكار الأهم للهيئة العليا هو طابعها الاتحادي فوق الوطني. تميَّز مجال اختصاص الهيئة باتساعه حتى يضمن الوفاء بأهداف المعاهدة والمحافظة على سلاسة عمل السوق المشتركة. تمتَّعت الهيئة العليا بالصلاحية التي خولتها من إصدار ثلاثة أنواع من الصكوك القانونية، كان أولها القرارات وهي عبارة عن قوانين مُلزمة قانونًا بالكامل. والتوصيات التي كانت عبارة عن أهداف مُلزمة قانونًا ولكن ترك للدول الأعضاء حرية تحديد أساليبها، إضافةً إلى الآراء التي لم تكن ملزمة قانونًا.

ترأس الهيئة حتى الاندماج عام 1967 خمسة رؤساء تبعهم رئيس مؤقت خدم في الأيام الأخيرة.
| الرقم | صورة            | رئيس الهيئة                     | تولى المنصب    | ترك المنصب     | مدة شغل المنصب    | الدائرة الانتخابية |
| ----- | --------------- | ------------------------------- | -------------- | -------------- | ----------------- | ------------------ |
| 1     | جان مونيه       | جان مونيه (1888–1979)           | 10 أغسطس 1952  | 3 يونيو 1955   | 2 سنوات و297 أيام | فرنسا              |
| 2     | رينيه ماير      | رينيه ماير (1895–1972)          | 3 يونيو 1955   | 13 يناير 1958  | 2 سنوات و224 أيام | فرنسا              |
| 3     | بول فينيه       | بول فينيه (1897–1965)           | 13 يناير 1958  | 15 سبتمبر 1959 | 1 سنة و245 أيام   | بلجيكا             |
| 4     | بيرو مالفيستيتي | بيرو مالفيستيتي (1899–1964)     | 15 سبتمبر 1959 | 22 أكتوبر 1963 | 4 سنوات و37 أيام  | إيطاليا            |
| 5     | رينالدو دل بو   | رينالدو دل بو (1916–1991)       | 22 أكتوبر 1963 | 8 مارس 1967    | 3 سنوات و137 أيام | إيطاليا            |
| –     | ألبيرت كوبيه    | ألبيرت كوبيه (1911–1999) Acting | 1 مارس 1967    | 5 يوليو 1967   | 126 أيام          | بلجيكا             |

### مؤسسات أخرى
تألَّفت الجمعية المشتركة (التي أصبحت فيما بعد البرلمان الأوروبي) من 78 نائبًا، ومارست صلاحياتها الإشرافيَّة على الهيئة العليا. كان ممثلو الجمعية المشتركة أعضاء في برلمانات الدول الأعضاء يُفوَّضون كل عام من قبل برلماناتهم أو يُنتخبون انتخابًا مباشر «بالاقتراع العام» (المادة 21)، ولكن عمليًا كان يُستعان بالطريقة الأولى حيث لم يكن هناك اشتراط يلزم إجراء انتخابات حتى انطباق معاهدات روما. ولم تُقام أية انتخابات فعليَّة حتى عام 1979 حيث طلبت معاهدة روما الحصول على موافقة المجلس على النظام الانتخابي أولًا. هذا وقد استخدمت معاهدة باريس مصطلح «ممثلي الشعوب» من أجل التأكيد على أنَّ الغرفة لم تكن منظمة دوليَّة تقليديَّة تتألَّف من ممثلين عن حكومات الدول الأعضاء وحسب. لم تورد خطة شومان بالأصل أمر الجمعية لأن ما كان مرجوًا في بادئ الأمر هو استخدام الجماعة لمؤسَّستي لمجلس أوروبا (الجمعية، والمحكمة). استحدثت مؤسَّسات منفصلة بعدما استحال الأمر بسبب ما وجَّهه البريطانيون من اعتراضات. كان الهدف من الجمعية إضفاء ثقل ديمقراطيّ مُوازن بغية متابعة عمل الهيئة العليا، وتقديم المشورة، وكذلك تمتّعها بصلاحية فصل الهيئة العليا في حال عدم كفاءتها أو ممارستها للإجحاف أو الفساد أو الاحتيال. كان بول هنري سباك أول رئيس للجمعية.
تألَّف مجلس الوزراء الخاص (يعادله الآن مجلس الاتحاد الأوروبي) من ممثلين عن حكومات دول الأعضاء. انتقلت عضوية الرئاسة بين الدول الأعضاء كل ثلاثة أشهر تبعًا للترتيب الأبجدي. كان أحد جوانبها الرئيسية توليها مهمة تنسيق عمل الهيئة العليا وحكومات الدول الأعضاء التي ما زالت مسؤولة عن السياسات الاقتصاديَّة العامة للدولة. كما تعين على المجلس إصدار آراء حيال مجالات عمل معينة تخص الهيئة العليا. دخلت القضايا التي انحصرت بالفحم والصلب في مجال اختصاص الهيئة العليا حصريًا، وفي هذه المجالات لم يكن بمقدور المجلس (على عكس مجلس الاتحاد الأوروبي الحديث) سوى التدقيق في إجراءات الهيئة. أمَّا مجالات العمل الخارجة عن الفحم والصلب فقد تطلبت الحصول على موافقة المجلس.
تولت محكمة العدل ضمان مراقبة القوانين الخاصّة بالجماعة الأوروبيَّة للفحم والصلب بالإضافة إلى تفسير وتطبيق المعاهدة. تكونت المحكمة من سبعة قضاة يجري تعيينهم كل ستة سنين بالتوافق المشترك بين حكومات الدول الأعضاء. لم تتواجد شروط تحدد انتماء القضاة لجنسية معينة دون غيرها. كانت شروط تعيينهم ببساطة هي أن يكونوا مؤهلين، بالإضافة إلى تمتعهم بالاستقلالية دون أدنى شك. ساعد المحكمة في أعمالها محاميان عامّان.
أمَّا اللجنة الاستشاريَّة (على غرار اللجنة الاقتصاديَّة والاجتماعيَّة) فكانت تتألف مما تراوح من ثلاثين إلى خمسين عضو موزعين بالتساوي على كل من المنتجين، والعمَّال، والمستهلكين، والتّجار العاملين في قطاع الفحم والصلب. كذلك لم يكن توزع أعضاء اللجنة بالمحاصصة بين الدول الأعضاء حيث اشترطت المعاهدة من ممثلي الروابط الأوروبيَّة تنظيم إجراءاتهم الديمقراطيَّة الخاصة لاختيار من يمثلهم. كان على الأعضاء وضع قواعد من شأنها جعل عضوياتهم ممثِّلة بالكامل للمجتمع المدني الديمقراطي المنظَّم. عيِّنت العضوية في اللجنة كل سنتين. ولم يكن الأعضاء ملزمين بأي شروط أو تعليمات صادرة عن المنظمات التي عينتهم باللجنة. كان للجنة جمعية عامة، ومكتب خاص، ورئيس. كذلك لم تُدخل الإجراءات الديمقراطيَّة المطلوبة وظلت عملية ترشيح هؤلاء في أيدي وزراء الدول الأعضاء. كانت الهيئة العليا ملزمة بالتشاور مع اللجنة في بعض الحالات التي كان فيها من المناسب إبقاء اللجنة على اطلاع. بقيت اللجنة الاستشاريَّة مُنفصلة (على الرغم من دمج مؤسسات الجماعة الأخرى) حتى عام 2002 عندما انتهى سريان المعاهدة، لتتولى اللجنة الاقتصاديَّة والاجتماعيَّة مهامها. هذا وكانت اللجنة الاستشاريَّة تُنسِّق مع المجلس الاقتصاديّ والاجتماعيّ (على الرغم من استقلاليتها) حينما كانت تُطلب استشارة كليهما في نفس القضايا.

## النجاحات والإخفاقات
كانت رسالة الجماعة الأوروبيَّة للفحم والصلب (المادة 2) عامة: «الإسهام في توسيع الاقتصاد، وتنمية التوظيف، وتحسين مستوى المعيشة» لمواطني أعضاءها. لم يكن للجماعة تأثير يذكر على إنتاج الفحم والصلب الذي كان يتأثر أكثر بالنزعات العالميَّة. زادت التجارة بين الأعضاء (عشرة أضعاف بالنسبة للفولاذ) مما وفَّر المال على الدول الأعضاء من خلال عدم استيرادهم للموارد من الولايات المتّحدة. أصدرت الهيئة العليا 280 قرضًا هدفت لتحديث قطاع الإنتاج وهو ما ساعد على تحسين الإنتاج وتقليل النفقات. كما شهدت التكاليف انخفاضًا من الاستغناء عن التعرفات الجمركيّة على الحدود.
لعل أهم إنجازات الجماعة كانت تلك المرتبطة بقضايا الرفاه. فمثلًا، لم يستطع بعض عمَّال المناجم تحمل نفقات المعيشة دون الحصول على إعانات حكوميَّة. في حين عانى بعض عمَّال المناجم من ظروف إسكان بالغة السوء. تمكنت الجماعة على مدى خمسة عشر عامًا من تمويل أكثر من 112 ألف وحدة سكنيَّة خاصة بالعمَّال بسعر 1770 دولار أمريكيّ للشقة الواحدة، وهو ما وفَّر للعمَّال بيوتًا بأسعار معقولة لما كانوا استطاعوا شرائها لولا هذه المبادرة. كما عوَّضت المنظَّمة العمَّال ممن خسروا وظائفهم بعدما بدأت منشآت الفحم والصلب بالإغلاق بمقدار يعادل نصف تكاليف إعادة الانتشار المهني. كما أسهمت الجماعة في خلق 100 ألف وظيفة من خلال ما أنفقته مع مساعدات إعادة التنمية الإقليميَّة بمبلغ قدره 150 مليون دولار. كان ثلث هذه الوظائف من نصيب عمَّال الفحم والصلب العاطلين عن العمل. طبِّقت بعض الدول الأعضاء ضمانات الرفاه التي أدخلتها الجماعة الأوروبيَّة للفحم والصلب على العمَّال في قطاعات أخرى غير قطاعي الفحم والصلب.
كان إدخال المنظَّمة لمفهوم السلام الأوروبي أهمية تتجاوز الدور الذي لعبته في وضع أول سياسة اجتماعيَّة وإقليميَّة لأوروبا. كما دخلت في وضع أول ضريبة أوروبيَّة في تاريخ القارة العجوز. لم تتجاوز قيمة هذه الضريبة الثابتة المطبَّقة على الإنتاج الواحد في المئة. وصف البعض هذه الضريبة بأبخس ضريبة في التاريخ نظرًا لفترة السلام الطويلة التي سادت في دول الجماعة الأوروبيَّة منذ أكثر من سبعين عامًا. وبالفعل فقد تفادت أوروبا الانزلاق مجددًا في حرب عالمية جديدة أو ارتكاب «انتحار عالمي» كما سمَّاه شومان عام 1949. في أكتوبر عام 1953، اعتبر شومان أنَّ احتمالية نشوب حرب أوروبيَّة جديدة أصبحت معدومة.
بيدَّ أنَّ الجماعة أخفقت في تحقيق عدد من الأهداف الأساسيَّة التي سعت إلى إنجازها بموجب معاهدة باريس. فعلى سبيل المثال، كان مأمولًا أن تمنع الجماعة عودة ظهور مجموعات من الفحم والصلب الكبيرة مثل كونتسيرن التي ساعدت أدولف هتلر على الوصول إلى سدة الحكم. عادت الكارتلات والشركات الكبرى بالظهور من جديد خلال مبادلات الحرب الباردة، مما أدى إلى تحديد واضح في الأسعار (وهو أمر آخر كان من المفترض تداركه). تُجنِّبت أسوأ جوانب الانتهاكات السابقة بفضل الصلاحيات التي تمتعت بها الهيئة العليا التابعة للجماعة من ناحية مكافحة الكارتلات. كانت الهيئة القائمة على نظام رقابة ديمقراطيّ، أول وكالة دوليَّة لمكافحة الكارتلات في العالم. في حين سُمح للشركات الكُفؤ بالتوسع في السوق الأوروبيَّة بحدود معقولة دون هيمنة لا طائل لها. أضحت قطاعات النفط والغاز والكهرباء منافسين طبيعيين للفحم، ولعبوا أيضًا دورًا في إضعاف قوى الكارتلات. علاوة على ذلك، فشلت الجماعة في وضع تعريف ملائم لسياسة الطاقة في ضوء التحول نحو الاعتماد على النفط. أعاق ديغول معاهدة الجماعة الأوروبيَّة للطاقة الذريَّة إلى حد كبير، ورفضت الحكومات الأوروبيَّة مقترحات جماعة الطاقة فيما يخص الكهرباء وغيرها من المجالات التي جرى اقتراحها في ميسينا عام 1955. أخفقت جماعة الفحم والصلب أيضًا في ضمان تحقيق تكافؤ تصاعدي لأجور العمَّال في سوق العمل خلال فترة نسب التضخم العاليَّة وعدم الاستقرار النقديّ. لربما يمكن اعتبار هذه الإخفاقات نتيجة للسقف العالي الذي رغِبت المنظَّمة في تحقيقه خلال فترة وجيزة من الزمن أو لأن الأهداف كانت مجرد إِيهامات سياسيَّة لا أكثر. يذهب البعض إلى اعتبار أعظم إنجازات الجماعة الأوروبيَّة للفحم والصلب يكمن في مفاهيمها الديمقراطيَّة التي أرسخت أسس جماعة اتحاديَّة فوق وطنيَّة.